# Дорогие москвичи
«Дорогие москвичи» — четвёртый музыкальный мини-альбом группы «Комсомольск», вышедший в 2018 году на лейбле «Peter Explorer».

## История
Дата выхода четвёртого мини-альбома группы «Комсомольск» «Дорогие москвичи» стала известна 15 июня 2018 года. В своей официальной группе социальной сети «Вконтакте» участники опубликовали один из треков будущего релиза, сопровождая публикацию надписью: «Весточка. Всё остальное 29 июня». В записи EP, помимо постоянного состава группы, поучаствовали гитарист Дмитрий Кондратьев и солист московской инди-группы «Ада» Павел Жданов.
В альбом вошло шесть треков, все шесть — абсолютно новые. О своём релизе участники рассказали в интервью:

Сергей Мудрик: У вас вышло три мини-альбома, но внимание вы привлекли только после четвёртого релиза «Дорогие москвичи».
Дарья: Люди просто пригляделись. Этот релиз был экспериментальным, он не был нацелен на всплеск интереса.
Павел: Эксперимент не в смысле использования наркотиков и виолончелей, как у Beach Boys, а мы просто искали новые ходы и решения. Мне кажется, если бы сначала вышел четвёртый релиз, а потом — третий, его бы восприняли куда лучше. Но была накоплена критическая масса знания, после которой о нас уже должны были услышать.— Афиша
После выхода мини-альбома «Дорогие москвичи» с разницей в неделю последовали 2 сольных концерта в московском клубе «16 тонн», выступление на передаче «Вечерний Ургант», исполнение композиции «Всё исчезло» на популярном музыкальном YouTube-канале, набравшее более пятисот тысяч просмотров. Осенью 2018 года коллектив отправляется в тур по 12 городам России, в рамках которого был сыгран концерт в Минске.

## Критика
Музыкальный обозреватель «InterMedia» Алексей Мажаев в своей рецензии описал мини-альбом как весёлый и остроумный, однако выразил озабоченность тем, что «в какой-то момент замечаешь: идеи как-то топчутся на одном месте, не развиваются, повторяются». Российский музыкально-развлекательный портал «The Flow» называет композиции альбома «Дорогие москвичи» злободневными, однако такие песни, спетые двумя звонкими голосами вокалисток, «тем не менее являются исключительно милыми».

## Список композиций
Слова и музыка всех песен — группой «Комсомольск»..
| №  | Название         | Длительность |
| -- | ---------------- | ------------ |
| 1. | «Всё исчезло»    | 2:52         |
| 2. | «Оркестр»        | 2:36         |
| 3. | «Фестиваль»      | 3:44         |
| 4. | «Где мы сейчас?» | 3:31         |
| 5. | «Фестиваль-2»    | 3:09         |
| 6. | «Тени»           | 3:19         |

## Видеоклипы
| Релиз      | Клип           | Альбом           | Режиссёры      |
| ---------- | -------------- | ---------------- | -------------- |
| 20.07.2018 | Где мы сейчас? | Дорогие Москвичи | Елена Ванина   |
| 14.11.2018 | Оркестр        | Дорогие Москвичи | Артём Голенков |

## Участники записи
- Дарья Дерюгина — вокал, гитара
- Арина Андреева — вокал, клавишные
- Иван Рябов — бас-гитара
- Павел Кочетов — ударные
- Павел Жданов — бэк-вокал
- Дмитрий Кондратьев — гитара